# Las Guacamayas, Nayarit
Las Guacamayas är en ort i Mexiko.   Den ligger i kommunen Del Nayar och delstaten Nayarit, i den centrala delen av landet, 700 km nordväst om huvudstaden Mexico City. Las Guacamayas ligger 2 244 meter över havet och antalet invånare är 197.
Terrängen runt Las Guacamayas är bergig västerut, men österut är den kuperad. Runt Las Guacamayas är det mycket glesbefolkat, med 5 invånare per kvadratkilometer. Närmaste större samhälle är Linda Vista, 5,1 km nordost om Las Guacamayas. I omgivningarna runt Las Guacamayas växer huvudsakligen savannskog.